# Cees Laban
Cornelis "Cees" Laban (Rotterdam, 7 september 1925 – Sorrento, 5 september 1977) was een Nederlands politicus. Hij was van 1967 tot zijn overlijden lid van de Tweede Kamer der Staten-Generaal namens de Partij van de Arbeid (PvdA).

## Loopbaan
Laban groeide op in een arbeidersgezin in het Rotterdamse Spangen en studeerde aan de kweekschool. Van 1946 tot 1967 was hij als ambtenaar in dienst van de gemeente Rotterdam. Hij was werkzaam bij de afdeling onderwijs en jeugdzaken. Hij was actief lid van de PvdA en was onder meer voorzitter van de afdeling Rotterdam. Als ambtenaar kon hij echter niet gekozen worden in de Rotterdamse gemeenteraad.
In 1967 kwam Laban tussentijds in de Tweede Kamer, als opvolger van de overleden Wouter van der Gevel. Hij hield zich in het parlement onder andere bezig met onderwijs. Van 1971 tot 1977 was hij voorzitter van de commissie voor Ambtenarenzaken en Pensioenen. Vanaf 1973 was hij tevens lid van het Europees Parlement. Met fractiegenoot Huub Franssen diende hij in 1969 een later verworpen initiatiefwetsvoorstel in om het raadslidmaatschap voor onderwijzers van gemeentelijke scholen open te stellen. In 1970 stemde hij tegen de meerderheid van zijn fractie in voor volkenrechtelijke erkenning van de DDR en de Democratische Republiek Vietnam.
Laban was getrouwd en had twee kinderen. Hij overleed tijdens een studiereis in Italië van het Europees Parlement plotseling aan een hartaanval, enkele dagen voor zijn 52e verjaardag. In de Kamer werd hij opgevolgd door Frans Moor.
- Biografisch Portaal: 50670263
- Parlement.com: vg09lldu1wzq